# Ernes
Ernes é uma comuna francesa na região administrativa da Normandia, no departamento Calvados. Estende-se por uma área de 8,87 km². Em 2010 a comuna tinha 327 habitantes (densidade: 36,9 hab./km²).